# Francisca Lara
Francisca Alejandra Lara Lara, rövidebb nevén Francisca Lara (San Fernando, 1990. július 25. –) chilei női válogatott labdarúgó, jelenleg a spanyol Villarreal játékosa. Klubcsapataiban általában védőként számítanak rá, a válogatottban legtöbbször középpályán játszik.

## Pályafutása

### Klubcsapatokban
Karrierjét a Ferroviarios csapatában kezdte, majd a Coquimbo Unido kötelékébe állt, ahol egy szezont szerepelt. 2011-ben távozott a Cobreloa csapatához, első sikereit pedig a Colo-Colo-nál érte el, ahol zsinórban hét bajnoki címet gyűjtött be.
2017-ben elfogadta a spanyol Sporting Huelva ajánlatát és Európában folytatta tovább hivatását. Első évadjában mutatott teljesítménye meggyőzte a Sevilla vezetőit és következő szezonját már az andalúziai csapatban kezdte.
A francia élvonalba frissen feljutott Le Havre egyéves kontraktusát 2020. július 28-án írta alá.
2021. július 15-én a spanyol Villarreal együtteséhez szerződött.

### A válogatottban
A 2019-es világbajnokság selejtező mérkőzésein két góllal járult hozzá Chile világbajnoki részvételéhez.

## Sikerei, díjai

### Klub
Chilei bajnok (9):
- Colo-Colo (9): 2012 Apertura, 2012 Clausura, 2013 Apertura, 2013 Clausura, 2014 Apertura, 2014 Clausura, 2015 Apertura, 2016 Clausura, 2017 Apertura

 Chilei kupagyőztes (3): 2013, 2015, 2016
- Colo-Colo (1): 2013, 2015, 2016

       Copa Libertadores győztes (1): 
- Colo-Colo (1): 2012

### Válogatott
Chile
- Copa América ezüstérmes: 2018
- Brazil Nemzetközi Torna aranyérmes: 2019[5]
- Brazil Nemzetközi Torna ezüstérmes: 2013[6]

### Egyéni
Az év legjobb játékosa (1): 2014